# Amphidesmus theorini
Amphidesmus theorini là một loài bọ cánh cứng trong họ Cerambycidae.